# Rébellion de la rivière Rouge
Ne doit pas être confondu avec la guerre de la rivière Rouge.
La rébellion de la rivière Rouge, également connue sous le nom de résistance de la rivière Rouge, soulèvement de la rivière Rouge ou première rébellion de Riel, est le terme générique pour décrire le gouvernement provisoire constitué entre 1869 et 1870, par les Métis et leur chef Louis Riel dans la colonie de la rivière Rouge, située dans l'actuelle province du Manitoba, au Canada. Elle désigne également les violences qui ont suivi la prise du fort Garry par les Métis de Louis Riel avec la colonie de la rivière Rouge, et la répression militaire canadienne à la suite de l’exécution par les Métis de Thomas Scott en mars 1870. Cette révolte est à l’origine de la création de la province du Manitoba actuel. C'était auparavant un territoire appelé Terre de Rupert, sous le contrôle de la Compagnie de la Baie d'Hudson avant d'être vendu.
Ces événements constituent la première crise à laquelle le nouveau gouvernement fédéral est confronté après la Confédération canadienne en 1867.

## Contexte

### Origines
La Colonie de la rivière Rouge de la Terre de Rupert s'est développée sous l'égide de la Compagnie de la Baie d'Hudson, qui dispose d'un réseau d'échanges et de commerce à l'échelle du continent. Elle a été confirmée sur le territoire par Anne (reine de Grande-Bretagne), qui en a expulsé le roi Louis XIV et ses sujets par le Traités d'Utrecht de 1713. Le roi George III dépossède le roi Louis XV de presque toutes ses colonies d'Amérique du Nord lors du Traité de Paris (1763).
Historiquement, la population est principalement composée de Métis francophones, qui ont développé une ethnie mixte issue des Premières Nations et d'origine française, et une culture unique au cours des décennies de la traite des fourrures. Aux XVIIIe et XIXe siècles, ils se sont mariés et établis, les hommes travaillant traditionnellement comme trappeurs, guides et interprètes pour les commerçants de fourrures, et exploitant des fermes. Les femmes métisses étaient aussi parfois actives dans le commerce et, parmi plusieurs familles influentes de Sault-Sainte-Marie (Ontario), au début du XIXe siècle, les maris étaient européens. La culture métisse est basée sur la langue française et la religion catholique romaine.
À la fin du XVIIIe siècle, des anglais et écossais se lancent dans la traite des fourrures et se marient également avec le peuple ojibwé et d'autres Premières Nations de cette région. Leurs descendants métis parlent généralement anglais et sont parfois connus sous le nom de « country born » (également sous le nom d'« Anglo-Métis »). Le troisième groupe de colons de la région est constitué un petit nombre de colons écossais presbytériens. De plus en plus de protestants anglophones commencent à s'y établir à partir de l'Ontario au XIXe siècle.

### Création de la colonie de la rivière Rouge
En 1811, la Compagnie de la Baie d’Hudson cède un immense territoire de 300 000 km2, le long de la Rivière Rouge (Manitoba) et de l’Assiniboine, à Thomas Douglas, lord de Selkirk qui désire fonder une colonie basée sur l’agriculture, et peuplée de colons écossais, comme lui. Dès l’année suivante, il entreprend de faire venir dans sa nouvelle colonie, sur plusieurs années, près de 300 colons. Avec l’arrivée du premier contingent de 23 colons et du nouveau gouverneur de la colonie de l’Assiniboïa, M. Macdonell, certains Métis vont à leur rencontre, au fort Gibraltar, afin de leur signaler que les nouveaux arrivants sont sur les terres des Métis et qu’ils ne sont pas les bienvenus. Selon Hartwell Bowsfield, les Métis auraient été montés contre l’arrivée des colons dans l’Assiniboïa par les employés de la Compagnie du Nord-Ouest qui pensent que la création de la colonie n’est qu’un plan de la part de la Compagnie de la Baie d’Hudson, leur rivale, afin de prendre les terres définitivement. L’utilisation des Métis dans le cadre de cette théorie irait dans l’assistance militaire et paramilitaire. La première confrontation entre les Métis et les colons de la nouvelle colonie ne sera qu’une parmi plusieurs, qui auront lieu tout au long de la décennie, la plus célèbre est la bataille de Seven Oaks (communément appelée la Grenouillère), en juin 1816.
En 1821, la fusion des compagnies de la baie d’Hudson et de la Compagnie du Nord-Ouest sous le nom de la première rend l’ensemble du territoire sous la couronne britannique, toutefois sans aucune forme de gouvernement établi, à l'exception du Conseil d’Assiniboïa, établi autour de la colonie de la Rivière-Rouge. Il s’ensuit des décennies de cohabitation entre les Métis francophones et anglophones, où l’unification n'est jamais vraiment établie avant les événements de 1869-70. Le projet colonisateur de Selkirk n’étant pas à la hauteur des attentes, l’établissement de colons européens devra attendre la création des provinces de l’ouest, dont le Manitoba en 1870. Après les événements de 1816, la colonie jouit d’une certaine prospérité ou du moins, d’une tranquillité relative en interne.

## Événements de 1869-1870

### Vente des terres de Rupert au Canada
L’annexion de la future province du Manitoba avait été effectuée sans en consulter la population. Toutefois, l’idée d’acheter les terres de l’Ouest et de les coloniser date des années 1850. Georges Brown, dans le journal the Globe de Toronto, lance un appel à l’union « des destinées de cet immense pays » avec « les nôtres ». Une enquête de la Compagnie de la Baie d’Hudson est lancée afin d’étudier le potentiel des terres, où le ministre John Ross déclarera notamment qu’il ne faut pas que la Compagnie perde son emprise sur ses terres immédiatement, car le Canada-Uni n’est pas en mesure de l’administrer dans l’immédiat. Cela n’empêche pas l’établissement progressif d’Ontariens sur les territoires de l’ouest dès la fin des années 1850, à la suite de l’exploration du territoire par deux explorateurs, S.J. Dawson et Henry-Youle Hind. Les premiers Ontariens à venir s’établir dans la colonie dans les années 1850 créèrent un journal, le Nor’Wester dont l’intérêt premier est de préparer les voies pour l’annexion pure et simple du Nord-Ouest au Canada, le projet de Confédération arrive rapidement et une seule question demeure : laquelle des deux provinces, Ontario ou Québec, laquelle des nationalités, française ou anglaise, allait étendre son influence dans ces nouveaux territoires qui seront éventuellement annexés par le Canada. Cependant, cela n’est pas l’unique raison de la faiblesse de la communauté Métis: elle a beau avoir son drapeau, son hymne national et son conseil, son unité interne n’est pas forte et la pression extérieure se fait ressentir.
Les nouveaux colons sont généralement insensibles à la culture métisse et hostiles au catholicisme romain, et nombre d'entre eux prônent l'expansionnisme canadien. Entre-temps, de nombreux Américains y ont migré, dont certains favorables à l'annexion du territoire par les États-Unis. Dans un contexte de tensions religieuses, nationalistes et ethniques, l'incertitude politique est élevée. Pour prévenir l'expansionnisme américain et rétablir la loi et l'ordre, les gouvernements britannique et canadien négocient pendant un certain temps le transfert de la Terre de Rupert de la Compagnie de la Baie d'Hudson au Canada. Le Rupert's Land Act de 1868 autorise le transfert. Le 1er décembre 1869, le Canada achète le territoire.
En prévision du transfert, le ministre des Travaux publics, William McDougall, qui, avec George-Étienne Cartier, joue un rôle déterminant dans la sécurisation de la Terre de Rupert pour le Canada, entreprend un relevé cadastral du territoire avant même que celui-ci soit officiellement transféré sous souveraineté canadienne, les parcelles étant délimitées selon le système des cantons canadiens carrés en vigueur dans l'Ontario voisin, sans respecter la disposition des champs des Métis, formés en bandes étroites perpendiculaires à la rivière, envoyant une équipe d'arpentage dans la colonie de la rivière Rouge. Un évêque catholique, Alexandre-Antonin Taché, l'évêque anglican de la Terre de Rupert, Robert Machray, et le gouverneur d'Assiniboia, William Mactavish, avertissent tous le gouvernement fédéral que de telles enquêtes pourraient précipiter des troubles.
Dirigée par le colonel John Stoughton Dennis, l'équipe d'arpentage arrive à Fort Garry le 20 août 1869. Les Métis sont inquiets car ils ne possèdent pas de titre clair sur leurs terres mais détiennent un droit d'occupation ténu ; les métis qui n’ont pas de titres de propriété sont spoliés de leurs terres. De plus, les lots ont été aménagés selon le système colonial seigneurial, avec de longs lots étroits donnant sur la rivière, plutôt que les lots carrés qui sont préférés par les Anglais. Les Métis considèrent l'enquête comme un signe précurseur de l'augmentation de la migration canadienne vers le territoire, qu'ils perçoivent comme une menace pour leur mode de vie. Plus précisément, ils craignent une éventuelle confiscation de leurs terres agricoles par le gouvernement canadien. Les Métis craignent également que les immigrants canadiens ne se soucient de leur culture et les Métis veulent donc s'assurer qu'ils pourront préserver leurs droits religieux et politiques. Leurs inquiétudes sont motivées en partie par le comportement du gouvernement canadien, car les négociations qui ont eu lieu se sont déroulées comme si le territoire était inhabité.
Cependant, lors de la transaction des terres de l’ouest au gouvernement canadien, la Compagnie de la Baie d’Hudson insiste sur la reconnaissance des terres des habitants des contrées des terres de l’ouest. Toutefois, la description détaillée de ces titres de propriété n’étant pas connue ou précise, il est difficile pour le gouvernement canadien de reconnaître cette partie de la transaction. Les terres des Métis s’étendent de deux mille de chaque côté de la rivière Assiniboine et de la rivière Rouge, et ces populations en réclament encore au-delà de ces limites, mais les colons anglais veulent également les terres le long des rivières. La transaction des terres de l’ouest n'est d’ailleurs pas communiquée aux populations de la colonie de la Rivière-Rouge au moment des faits, ce qui rend la population en colère et soucieuse sur l’avenir de leurs terres.
La création d’un réseau ferroviaire au Minnesota, l’implantation d’un bateau à vapeur sur la rivière Rouge et la vente de la Compagnie de la Baie d’Hudson à des intérêts financiers internationaux s’intéressant à la création d’un réseau ferroviaire pancanadien crée l’ouverture du territoire aux intérêts capitalistes et colonisateurs. L’achat de l’Alaska par les États-Unis à la Russie à la même période fait augmenter la pression d’obtenir les terres de l’ouest et de les occuper, afin de garantir la souveraineté du gouvernement canadien sur l’ensemble du nord du continent Les terres de l’ouest sont alors vendues, après de longues négociations pour la somme dérisoire de 300 000 livres sterling. La compagnie va garder quelques terres autour des différents postes de traite ainsi que 1 120 acres dans chaque canton de trente-six milles carrés. L’occupation des terres par les populations canadiennes est  prévue pour l’année suivant l’acquisition, soit en 1870. Le gouvernement d’Ottawa ne va pas attendre les délais prescrits dans la transaction, et dès 1869, les travaux routiers entre le fort Upper Gary et le lac des Bois sont entamés, dans un espoir de donner du travail aux populations locales qui souffrent d’une terrible famine.

### Émergence de Louis Riel comme leader

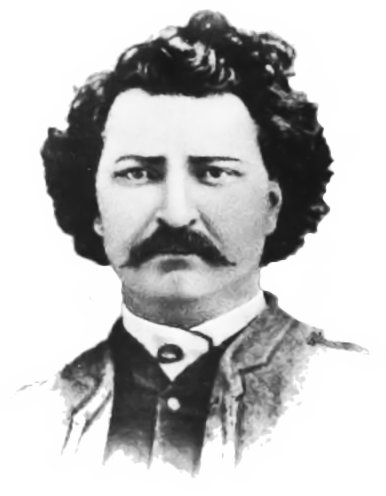
Louis Riel en 1884.

Né le 22 octobre 1844 à Saint-Boniface (Manitoba) dans une famille importante de la communauté Métis, dont son père, nommé également Louis Riel, en est un chef hautement respecté. Il fait ses études au Québec, qui à l’époque fait partie du Canada-Uni. Dès les années 1860, avec la mort de son père et le destin incertain des Métis, Louis Riel commence une carrière d’homme politique.
Il y a à l'origine deux groupes de résistance à Red River, l'un dirigé par Riel, et l'autre par un Métis nommé William Dease, qui exprime les valeurs métisses dans son opposition. Pendant longtemps, ils restent enfermés dans une lutte de pouvoir, qui reste au niveau symbolique. Les deux parties offrent des perspectives différentes sur l'unité des Métis. Riel triomphe finalement de Dease pour la direction de la résistance et consolide son système de soutien au sein de la communauté métisse française ; il se sent alors assez fort pour initier la violation d'octobre 1869.
Le gouvernement canadien nomme le francophobe notoire, William McDougall, dont l’opposition à la colonisation francophone est connue, au poste de lieutenant-gouverneur des Territoires du Nord-Ouest le 28 septembre 1869, en prévision d'un transfert officiel devant prendre effet le 1er décembre. Louis Riel dénonce l'enquête cadastrale dans un discours prononcé à la fin août sur les marches de la cathédrale Saint-Boniface, émergeant comme chef de file. Son style de vie est très différent de celui des Métis chasseurs de bisons. Le 11 octobre 1869, Riel et dix-huit Métis perturbent les travaux d'arpentage, sans user de la violence, qui sont abruptement interrompus, après quelques mois de travaux, pour une durée indéterminée. Le lendemain, le gouverneur de la  Compagnie de la Baie d'Hudson, William McTavish publie une lettre dans laquelle il indique que si les Canadiens veulent venir sur ce territoire, le gouvernement d’Ottawa devra venir discuter des conditions de leur venue avec un gouvernement Métis qui est reconnu par sa population. Dix jours après les incidents du 11 octobre 1869, les Métis se réunissent en secret pour discuter de la situation sous tous ses aspects et s’organisent pour s’opposer par la force à ce qu’ils considèrent à juste titre comme l’invasion de leurs pays et la violation d’un droit sacré puisqu'ils n’étaient jamais consultés lors des décisions politiques et l’administration de leurs terres. Le 16 octobre, le groupe s'organise en nouvelle organisation politique qui prend le nom de Comité National des Métis de la Rivière-Rouge et, dans une lettre adressée à McDougall, lui ordonne de ne pas entrer sur le Territoire du Nord-Ouest sans permission spéciale. Riel est élu secrétaire, John Bruce président, et deux représentants sont élus dans chaque paroisse,.
Comme le Conseil d'Assiniboine de la Compagnie de la Baie d'Hudson a toujours autorité sur la région, ses représentants convoquent Lois Riel le 25 octobre pour expliquer ses actions. Le 30 octobre, McDougall a atteint la frontière malgré l'ordre écrit de Riel, qui déclare que toute tentative de McDougall d'entrer dans la colonie de la rivière Rouge sera bloquée à moins que les Canadiens n'aient d'abord négocié des conditions avec les Métis et avec la population de la colonie en général.
Le 2 novembre, sous le commandement d'Ambroise-Dydime Lépine, les Métis repoussent le groupe de McDougall près de la frontière américaine et le forcent à se retirer à Pembina (Dakota du Nord). Le nombre des partisans de Riel augmente rapidement. Le même jour, Riel dirige environ 400 hommes, recrutés parmi les brigades des fourreurs qui sont récemment retournées dans la colonie pour la saison, pour s'emparer du fort Garry sans effusion de sang, l'un des gestes les plus brillants de Riel car le contrôle du fort symbolise le contrôle de tous les accès à la colonie et au Nord-Ouest. Un contingent de 120 Métis pénètre dans le fort via un portail laissé ouvert par inadvertance. La Compagnie de la Baie d'Hudson est au fait des dangers d’une éventuelle insurrection de la part des populations métisses depuis quelques jours, mais aucune mesure préventive n'est réalisée, laissant même présager un sentiment de collusion entre la Compagnie et les Métis de Riel. La veille, les patrouilleurs Métis à cheval, armés, ont été envoyés à la frontière des États-Unis, afin d'empêcher les représentants des gouvernements canadiens de venir dans la colonie, y compris McDougall.
Les résidents de la colonie de la rivière Rouge ne sont pas d'accord sur la façon de négocier avec le Canada, les habitants francophones et anglophones ne s'entendent pas sur la marche à suivre. Dans un geste de conciliation, Riel demande le 6 novembre, aux anglophones de choisir des délégués dans chacune de leurs paroisses pour assister à une convention avec les représentants Métis. Peu de choses adviennent lors de la première réunion, James Ross exprime son mécontentement face au traitement de McDougall par Riel ce que ce dernier nie avec colère, déclarant qu'il n'a aucune intention d'invoquer des interventions américaines. Au lieu de cela, tout au long de la résistance, il insiste sur le fait que lui et les Métis sont des sujets loyaux de la reine Victoria.
Le 16 novembre, douze représentants des communautés anglophones du territoire et autant des communautés francophones se réunissent au palais de justice de la colonie de la Rivière-Rouge, dans ce qui sera connu comme étant le Conseil des vingt-quatre. Ce dernier a pour mission de résoudre la situation entre le gouvernement fédéral et la colonie. Cependant, la démonstration de force des représentants français, qui tirent en l’air avec leurs fusils et tirent des salves d’artillerie au début de la réunion, est perçue négativement par les anglophones. le Conseil d'Assiniboia tente une dernière fois d'affirmer son autorité lorsque le gouverneur Mactavish publie une proclamation ordonnant aux Métis de déposer les armes. Au lieu de cela, le 23 novembre, Riel propose la formation d'un gouvernement provisoire pour remplacer le Conseil d'Assiniboia afin d'entamer des négociations directes avec le Canada. Les délégués anglophones demandent un ajournement pour discuter des questions. Ils ne réussissent ni à rallier les paroisses anglophones derrière cette décision, ni à approuver la « liste des droits » qui a été présentée à la convention le 1er décembre, après la proclamation de McDougall. Malgré ses sympathies Métis, le gouverneur Mactavish ne faitpas  assez pour mettre fin au conflit et est piégé par Riel peu de temps après. Le 1er décembre, McDougall proclame que la Compagnie de la Baie d’Hudson ne contrôle plus la Terre de Rupert et qu'il en est le nouveau lieutenant-gouverneur. La proclamation s'avère plus tard problématique, car elle met effectivement fin à l'autorité du conseil, mais n'établit pas l'autorité canadienne. McDougall ignore que le transfert a été reporté lorsque la nouvelle des troubles est parvenue à Ottawa.
Vers la mi-décembre 1869, Riel présente à la convention une liste de 14 droits comme condition d'union. Ils comprennent la représentation au Parlement, une législature et un juge en chef bilingues , ainsi que la reconnaissance de certaines revendications territoriales. La convention n'adopte pas la liste à l'époque, mais une fois la liste des droits connue, la plupart des anglophones acceptent la majorité des demandes, les considérant raisonnables.
Une grande partie de la colonie rejoint le point de vue des Métis, mais une minorité passionnément pro-canadienne est devenue plus résistante. Elle s'est vaguement organisée sous le nom de Parti canadien et est dirigée par le Dr John Christian Schultz et Charles Mair. Le colonel Dennis et le major Charles Arkoll Boulton l'appuient également. McDougall charge Dennis de lever une milice pour arrêter les Métis qui occupent Upper Fort Garry. Les colons anglophones ignorent largement l'appel aux armes et Dennis se retire à Lower Fort Garry. Schultz s'enhardit à fortifier sa maison et son magasin et attire une cinquantaine de recrues.
Riel prend la menace au sérieux et ordonne que la maison de Schultz soit encerclée. Les résistants se rendent le 7 décembre et sont emprisonnés à Fort Garry. Les troubles et l'absence d'une autorité claire poussent le Comité national des Métis à déclarer un gouvernement provisoire le 8 décembre. Ayant reçu notification du report de l'union jusqu'à ce que le gouvernement britannique de la Compagnie de la Baie d’Hudson puisse garantir un transfert pacifique, McDougall et Dennis partent pour l'Ontario le 18 décembre. Le major Boulton s'enfuit à Portage la Prairie.

### Gouvernement provisoire
À Ottawa, à la demande du premier ministre John A. Macdonald, le Gouverneur général du Canada, John Young (1807-1876), proclame une amnistie le 6 décembre pour tous ceux de la région de la rivière Rouge qui déposeraient les armes. Il envoie l'abbé Jean-Baptiste Thibault et Charles-René-Léonidas d'Irumberry de Salaberry en mission de réconciliation, mais ne leur donne pas le pouvoir de négocier au nom du gouvernement. Macdonald nomme le représentant de la Compagnie de la Baie d’Hudson, Donald Alexander Smith, commissaire spécial doté d'un plus grand pouvoir de négociation,.
Après que McDougall déclare que la région n'est plus sous contrôle de la Compagnie de la Baie d’Hudson et que le Canada demande l'ajournement du transfert de souveraineté, les Métis fondent leur gouvernement provisoire le 9-10 décembre 1869, profitant du fait que pendant plus d’une semaine, le territoire ne soit plus sous aucune autorité. Toujours sous la direction de Riel, il entreprend de négocier directement avec le gouvernement canadien afin de donner à l'Assiniboine le statut de province. En exprimant le refus de reconnaître l’autorité du Canada, qui semble tenter d’instaurer une forme despotique de gouvernement sur une population qui le refuse, Riel insiste encore sur la solution du gouvernement provisoire comme étant la seule autorité légitime légale sur ses terres. Ce document se termine avec la mention suivante : « Nous nous tenons prêts à entreprendre avec le gouvernement canadien toute négociation pouvant être favorable au bon gouvernement et à la prospérité de cette population ». Le 10 décembre, lors d’une cérémonie au fort Garry, Riel s’adresse aux Métis en leur disant qu’ils doivent être loyaux à la reine et qu’ils doivent le rester même si le drapeau Métis flotte au-dessus du fort, jusqu’à ce que les droits de son peuple soient pleinement reconnus par Ottawa et par la reine Victoria.
Ce gouvernement provisoire dresse avec l’aide du clergé une liste de droits, qui seront incorporés à la Loi de 1870 sur le Manitoba. Cependant, son but est de forcer le Canada à reconnaître « que les Métis, les Écossais et les Sang-mêlé anglophones, en tant qu’habitants de longue date de la Rivière-Rouge, ont des droits qu’on ne peut tout simplement pas écarter de la voie menant à l’annexion ». Le plus grand défi de Riel dans toutes les négociations sera d’empêcher la division interne des habitants de la colonie dont les populations anglophones se désistent et rejoignent la cause des Canadiens.
Personne à Ottawa ne semble , en fait, être ouvert à la négociation. Certains hommes politiques canadiens se rendent dans la colonie mais sans jamais réellement ouvrir les pourparlers en plaidant des raisons personnelles quant à leurs raisons d’être dans la colonie, comme l’un des pères fondateurs du Canada, Charles Tupper, qui viendrait simplement chercher les objets de sa fille, laissés au fort Garry lors de la prise de celui-ci. Il rencontre même Riel mais ne parle jamais ouvertement de la situation politique. A son retour, il écrira cependant à John A. Macdonald que la crise pourrait se résoudre sans violence par la nomination d’un homme d’État « ayant la qualité et l’habileté d’agir, et muni d’un pouvoir discrétionnaire étendu ». L’année 1869 se termine sans que les Métis de Riel puissent amener à la table de négociation l’autre partie.
Le 27 décembre, John Bruce démissionne de son poste de président du gouvernement provisoire et Riel est élu président. Le même jour, Donald Smith arrive dans la colonie, suivi de peu par de Salaberry, qui rejoint Thibault, arrivé le jour de Noël. Ils rencontrent Riel le 5 janvier 1870, mais ne parviennent à aucune conclusion. Le lendemain, Riel et Smith ont une autre rencontre. Smith conclut alors que la négociation avec le comité serait vaine. Il manœuvre pour le contourner et présenter la position canadienne lors d'une assemblée publique.
Des réunions ont lieu les 19 et 20 janvier. Avec Riel comme traducteur, Smith assure au vaste auditoire la bonne volonté du gouvernement canadien, son intention d'accorder une représentation et sa volonté d'accorder des concessions en ce qui concerne les revendications territoriales. La colonie maintenant solidement derrière lui, Riel propose la formation d'une nouvelle convention de quarante délégués, répartis également entre colons francophones et anglophones, pour examiner les propositions de Smith, ce qui est accepté. Une première réunion de la convention de quarante délégués a lieu le 25 janvier 1870, avec la présence de Smith, qui indique que le gouvernement canadien est prêt à parlementer et à accorder à la Rivière-Rouge toute demande raisonnable. Toutefois, personne autour de la table, tant du côté Métis que du côté canadien, n’a l’autorité pour régler le conflit. Il faut l’intervention directe d’Ottawa dans les négociations pour régler le tout. Les partisans anglophones de la cause de la Rivière-Rouge ne faisant toujours pas entièrement confiance aux moyens de Riel se tournent vers MacTavish, l’ancien gouverneur, mourant, de la Compagnie de la Baie d’Hudson, mais ce dernier répond qu’il faut former un gouvernement, qu’il n'a plus le pouvoir ou l’autorité pour régler ce genre de conflit. Il meurt quelques semaines plus tard.
Un comité de six dresse une liste plus complète des droits, que la convention accepte le 3 février. Après des rencontres le 7 février, au cours desquelles la nouvelle liste des droits est présentée à Thibault, Salaberry et Smith, Smith propose l'envoi d'une délégation à Ottawa pour engager des négociations directes avec le Canada, suggestion qui est acceptée avec empressement par Riel qui propose également que le gouvernement provisoire soit réformé pour mieux inclure les deux groupes linguistiques.
Une constitution consacrant ces objectifs est acceptée par la convention le 10 février. Une assemblée élue est constituée, composée de 12 représentants des paroisses anglophones et d'un nombre égal de représentants des paroisses francophones. Le gouvernement provisoire se nomme « Gouvernement Provisoire de la Terre de Rupert » dont Riel est nommé président. La nomination d'anglophones et de francophones dans une convention légitime réjouit la population de la Rivière-Rouge, la volonté bilingue étant représentée et le gouvernement provisoire ayant des dirigeants légitimes.

### Résistance canadienne et exécution de Thomas Scott

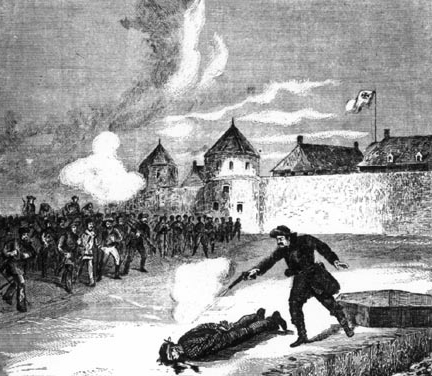
Représentation d'artiste de l'exécution de Scott, 1870.

Malgré les avancées sur le front politique et l'inclusion d'anglophones au sein du gouvernement provisoire, le contingent canadien n'est pas encore réduit au silence. C'est alors que les hommes de Riel vont arrêter les membres d'une faction pro-canadienne, qui s'est soulevée contre le gouvernement provisoire. Le 9 janvier, de nombreux prisonniers s'évadent de la prison de Fort Garry, dont Charles Mair, l'orangiste Thomas Scott, partisan de l’annexion sans conditions, et dix autres. John Schultz s'évade le 23 janvier. Le 15 février, Riel libère les autres prisonniers en liberté conditionnelle pour éviter de s'engager dans l'agitation politique. Schultz, Mair et Scott ont l'intention de continuer à travailler pour renverser les Métis du pouvoir.
Mair et Scott se rendent dans les colonies canadiennes entourant Portage la Prairie, où ils rencontrent Boulton. Schultz cherche des recrues dans les paroisses canadiennes en aval. Le 12 février, Boulton dirige un groupe de Portage la Prairie pour un rendez-vous à Kildonan avec les hommes de Schultz. Ils ont l'intention de renverser le gouvernement provisoire. Boulton a des doutes. Les forces de Riel ont repéré les hommes et le 17 février, Boulton, Scott et 46 autres hommes sont capturés près de Fort Garry. En apprenant la nouvelle, Schultz et Mair s'enfuient en Ontario.
Riel exige qu'un exemple soit fait de Boulton. Il est jugé et condamné à mort pour son ingérence dans le gouvernement provisoire. Les intercessions en son nom par Donald Smith et d'autres aboutissent à sa grâce, mais seulement après que Riel eut obtenu de Smith l'assurance qu'il persuaderait les paroisses anglaises d'élire des représentants provisoires. Thomas Scott interprète le pardon de Boulton comme une faiblesse de la part des Métis, qu'il considère ouvertement avec mépris. Emprisonné dans le passé, il s’était évadé avec d’autres prisonniers plus tôt dans l’année. Il fait constamment face à de multiples répressions verbales et physiques de la part de la garde du fort Garry. Le 28 février 1870, sans avertissement, les gardes, qui insistent pour qu'il soit jugé pour insubordination, entrent dans sa cellule, le sortent de force en le frappant jusqu’à ce qu’un autre Métis les arrête, sans quoi il en serait probablement mort. À la grande surprise de tous, y compris Scott, au lieu de punir les gardes, Riel juge plutôt Scott pour insubordination dans ce qui ressemble à une cour martiale. Lors de son procès, qui est supervisé par Ambroise-Dydime Lépine, il est reconnu coupable d'insulte au président, d'avoir défié l'autorité du gouvernement provisoire et de s'être battu avec ses gardes. Il est condamné à mort bien que ces actes ne soient pas alors considérés comme des crimes capitaux. Smith et Boulton demandent à Riel de commuer la peine, mais Smith rapporte que Riel a répondu à ses supplications en disant : « J'ai fait trois bonnes choses depuis que j'ai commencé ; j'ai épargné la vie de Boulton à votre instance, j'ai pardonné à Gaddy, et maintenant je tirerai sur Scott. »
Scott est exécuté par un peloton d'exécution le 4 mars 1870. Les historiens ont débattu des motivations de Riel pour autoriser l'exécution, car ils l'ont considérée comme sa seule grande erreur politique. Sa propre justification est qu'il juge nécessaire de démontrer aux Canadiens que les Métis devaient être pris au sérieux.

### Création du Manitoba
Cette exécution relance l’opposition entre Métis et colons ontariens. Il s’agit davantage d’un meurtre commis par un citoyen que d'une exécution politique, bien que les journaux américains relatant la nouvelle ne fassent pas de distinction. À la nouvelle des troubles, Mgr Taché est rappelé de Rome. Il revient dans la colonie le 8 mars et fait part à Riel de son impression erronée que l'amnistie de décembre s'appliquerait à la fois à Riel et à Lépine. Le 15 mars, il lit à l'assemblée élue un télégramme de Joseph Howe indiquant que le gouvernement juge les revendications de la liste des droits « dans l'ensemble satisfaisantes ». Après la préparation d'une liste définitive de droits, qui comprend de nouvelles demandes telles qu'une amnistie générale pour tous les membres du gouvernement provisoire et des dispositions pour les écoles francophones séparées, les délégués, l'abbé Joseph-Noël Ritchot, le juge John Black et Alfred Henry Scott partent les 23 et 24 mars pour Ottawa.
Peu de temps après, Mair et Schultz arrivent à Toronto. Aidés de George Taylor Denison III, ils entreprennent immédiatement d'attiser le sentiment anti-Métis et anti-catholique dans les pages éditoriales de la presse ontarienne au sujet de l'exécution de Scott. Macdonald avait décidé avant l'établissement du gouvernement provisoire que le Canada devait négocier avec les Métis. Bien que les délégués soient arrêtés à leur arrivée à Ottawa le 11 avril pour complicité de meurtre, ils sont rapidement relâchés. Ils entrent bientôt en pourparlers directs avec Macdonald et George-Étienne Cartier ; Ritchot se révèle un négociateur efficace. Un accord inscrivant bon nombre des revendications dans la liste des droits est rapidement conclu, formant la base de la Loi de 1870 sur le Manitoba du 12 mai 1870, qui admet le Manitoba dans la Confédération canadienne le 15 juillet. La loi d'intégration inclut également certaines demandes particulières de Riel, notamment des écoles francophones séparées pour les enfants Métis ainsi que la protection du catholicisme.
Le gouvernement doit régler plusieurs problèmes avant que la paix puisse être conclue. Heureusement pour lui, un accord est trouvé : avec la création du Manitoba, le gouvernement canadien prend le contrôle d'une nouvelle région et n'aura pas à s'inquiéter du mécontentement des Métis, car il prend également le contrôle de la terre. Le 12 mai 1870, les Métis reçoivent 200 000 hectares de terres, qui forment la province du Manitoba. Cela leur permet de chasser librement sur leurs terres et d'avoir une forme de gouvernement doté de pouvoirs légitimes pour diriger la province et protéger leurs droits. Le gouvernement peut également contrôler la province sans être responsable des événements qui s'y déroulent. Le Manitoba est la première province créée à partir des Territoires du Nord-Ouest.
De manière significative, Ritchot n'a pas pu obtenir une clarification de l'amnistie du gouverneur général. La colère suscitée par l'exécution de Scott grandit rapidement en Ontario, et une telle garantie n'est pas opportune politiquement. Les délégués retournent au Manitoba avec seulement la promesse d'une prochaine amnistie.

### Expédition de Wolseley

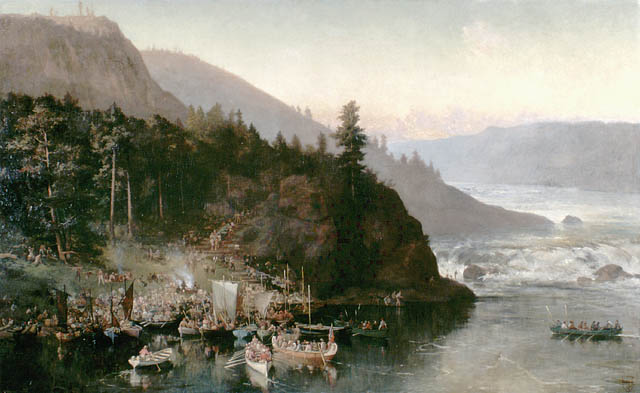
Frances Anne Hopkins, L'expédition de la rivière Rouge aux chutes de Kakabeka, 1877.

Après la conclusion de l'accord, une expédition militaire est décidée, constituée d'éléments de la milice du Haut-Canada et de forces régulières britanniques sous le commandement du colonel Garnet Joseph Wolseley, afin d'établir l'autorité fédérale sur le Manitoba et de dissuader les expansionnistes du Minnesota. Elle s'embarque en mai et remonte les Grands Lacs. À mesure de sa progression vers l'Ouest, l'opinion publique en Ontario s'indigne de plus en plus du sort réservé à Scott, et de nombreux Ontariens demandent d'utiliser l'expédition pour arrêter Riel et écraser ce qu'ils considèrent comme une rébellion, mais le gouvernement la décrit comme une « course de paix ». Sachant qu'il sera arrêté et accusé d'actes criminels et croyant que les membres de la milice canadienne de l'expédition ont l'intention de le lyncher, Riel et ses partisans fuient précipitamment lorsque les troupes arrivent à l'improviste à Fort Garry le 24 août sous une pluie battante. L'arrivée de l'expédition à Fort Garry marque la fin effective de la rébellion de la rivière Rouge.

## Conséquences
La résistance de la rivière Rouge a été décrite comme une rébellion seulement après que le sentiment se soit accru en Ontario contre l'exécution de Thomas Scott. L'historien A. G. Morice suggère que l'expression « rébellion de la rivière Rouge » doit sa persistance à l'allitération, une qualité qui la rend attrayante pour la publication dans les gros titres des journaux.
En 1875, Riel est officiellement exilé du Canada pendant cinq ans. Sous la pression de Québec, le gouvernement de sir John A. Macdonald n'agit plus vigoureusement. Riel est élu trois fois au Parlement canadien en exil mais n'y siège jamais. Il revient au Canada en 1885 pour diriger la malheureuse rébellion du Nord-Ouest. Il est ensuite jugé et condamné pour haute trahison et exécuté par pendaison.

## Dans la culture populaire
L'auteur-interprète folk canadien James Keelaghan a écrit une chanson « Red River Rising » sur la rébellion de la rivière Rouge.